# Selección femenina de fútbol sub-17 de Ecuador
La Selección Femenina de Fútbol sub-17 de Ecuador es una de las categorías inferiores de la Selección femenina de fútbol de Ecuador, está conformada por jugadoras convocadas de nacionalidad ecuatoriana, que sean menores de 17 años de edad. Esta selección, representa a la Federación Ecuatoriana de Fútbol en la Copa Mundial Femenina de Fútbol Sub-17 y en el Campeonato Sudamericano Femenino Sub-17. Disputó por primera vez la Copa Mundial Femenina de Fútbol Sub-17, esto tras concluir en el tercer lugar del Sudamericano Femenino Sub-17 2024, obteniendo la clasificación a la edición realizada en República Dominicana en el mismo año, superando la primera fase del torneo mundialista.

## Historial

### Tabla General Campeonato Sudamericano Sub-17
| Campeonato | Posición   | PJ | PG | PE | PP | GF | GC |
| ---------- | ---------- | -- | -- | -- | -- | -- | -- |
| 2008       | 7° lugar   | 4  | 1  | 2  | 1  | 4  | 4  |
| 2010       | 10° lugar  | 4  | 0  | 0  | 4  | 1  | 22 |
| 2012       | 6° lugar   | 4  | 1  | 1  | 2  | 7  | 11 |
| 2013       | 8° lugar   | 4  | 0  | 1  | 3  | 3  | 10 |
| 2016       | 7.º lugar  | 4  | 1  | 1  | 2  | 3  | 6  |
| 2018       | 9.º lugar  | 4  | 0  | 1  | 3  | 4  | 8  |
| 2022       | 6.º lugar  | 4  | 2  | 0  | 2  | 5  | 7  |
| 2024       | 3.er lugar | 7  | 3  | 1  | 3  | 14 | 15 |
| 2025       | 3º lugar   | 9  | 5  | 2  | 2  | 20 | 8  |
| TOTAL      | 9/9        | 44 | 13 | 9  | 22 | 61 | 91 |

### Tabla General Copa Mundial Femenina de Fútbol Sub-17
| Mundial | Ronda            | Posición     | PJ           | PG           | PE           | PP           | GF           | GC           |
| ------- | ---------------- | ------------ | ------------ | ------------ | ------------ | ------------ | ------------ | ------------ |
| 2008    | No clasificó     | No clasificó | No clasificó | No clasificó | No clasificó | No clasificó | No clasificó | No clasificó |
| 2010    | No clasificó     | No clasificó | No clasificó | No clasificó | No clasificó | No clasificó | No clasificó | No clasificó |
| 2012    | No clasificó     | No clasificó | No clasificó | No clasificó | No clasificó | No clasificó | No clasificó | No clasificó |
| 2014    | No clasificó     | No clasificó | No clasificó | No clasificó | No clasificó | No clasificó | No clasificó | No clasificó |
| 2016    | No clasificó     | No clasificó | No clasificó | No clasificó | No clasificó | No clasificó | No clasificó | No clasificó |
| 2018    | No clasificó     | No clasificó | No clasificó | No clasificó | No clasificó | No clasificó | No clasificó | No clasificó |
| 2022    | No clasificó     | No clasificó | No clasificó | No clasificó | No clasificó | No clasificó | No clasificó | No clasificó |
| 2024    | Cuartos de final | 7° lugar     | 4            | 2            | 0            | 2            | 6            | 9            |
| 2025    | Clasificada      | Clasificada  | Clasificada  | Clasificada  | Clasificada  | Clasificada  | Clasificada  | Clasificada  |
| Total   | 2/9              | 7° lugar     | 4            | 2            | 0            | 2            | 6            | 9            |